# Minneapolis, St. Paul and Sault Ste. Marie Railroad

Logo der Bahngesellschaft

Die Minneapolis, St. Paul and Sault Ste. Marie Railroad (MStP&SSMRR), bis 1944: Minneapolis, St. Paul and Sault Ste. Marie Railway, genannt „Soo Line“, war eine amerikanische Eisenbahngesellschaft, deren Streckennetz hauptsächlich die US-Bundesstaaten Wisconsin, Minnesota und North Dakota sowie den nördlichen Teil von Michigan erschloss. Sie wurde seit Gründung von der kanadischen Canadian Pacific Railway (CPR) kontrolliert. 1961 fusionierte die Gesellschaft mit anderen Bahngesellschaften der CPR zur Soo Line Railroad.

## Geschichte

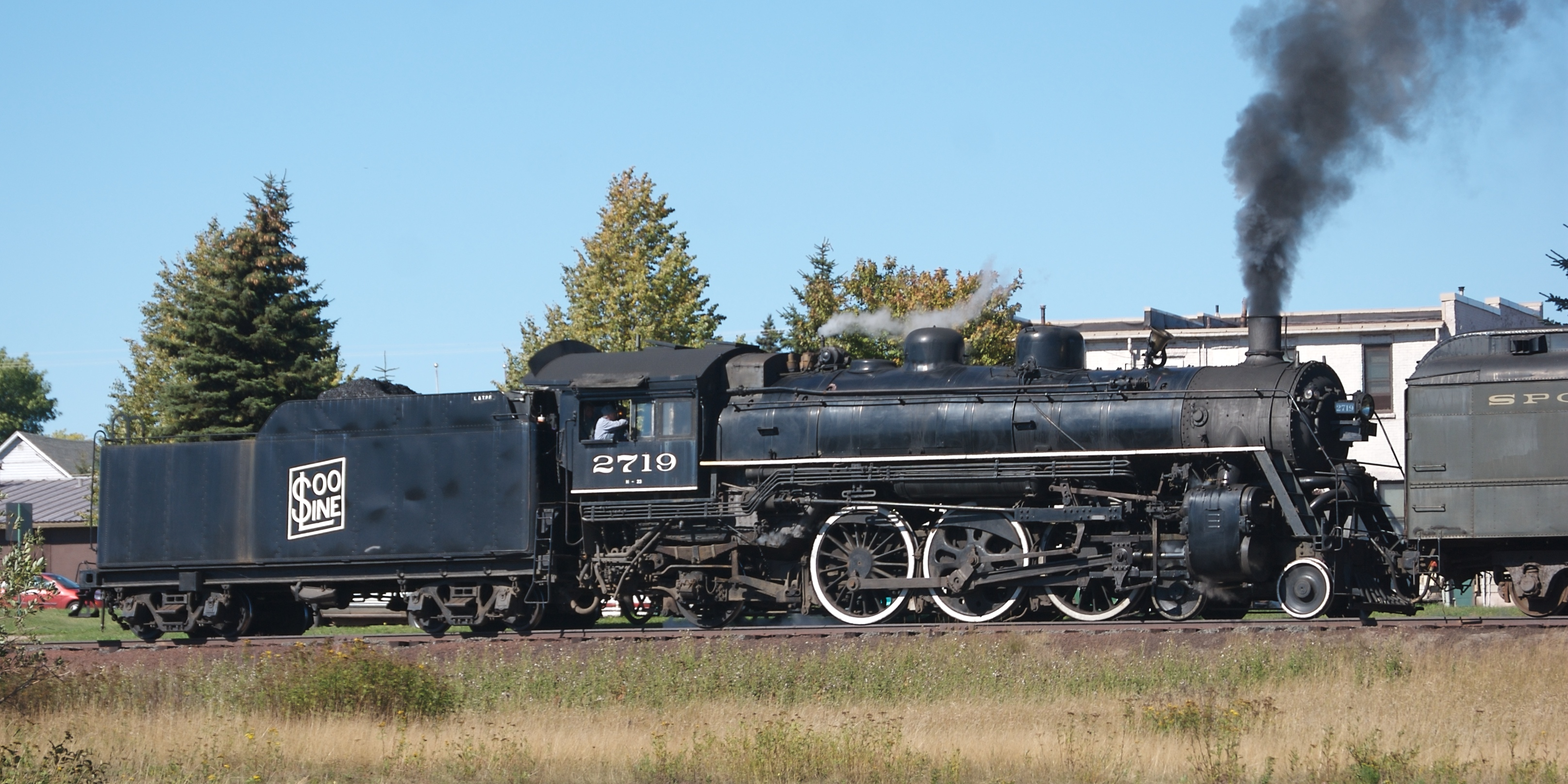
Dampflokomotive der SOO-Klasse H-23

Ende 1887 wurde die Brücke über den Saint Marys River in Sault Ste. Marie fertiggestellt. Damit stellte die Minneapolis, Sault Ste. Marie and Atlantic Railroad für die Canadian Pacific Railway die Verbindung zum amerikanischen Schienennetz sowie die Verbindung nach Westen dar. Anfang 1888 geriet diese Gesellschaft in finanzielle Schwierigkeiten, so dass für die CP die Gefahr einer Übernahme der Bahngesellschaft durch die Konkurrenten James H. Hill oder die Vanderbilt-Familie bestand und somit der Verlust dieses Marktzuganges. Im April 1888 erwarben die mit der Canadian Pacific verbundenen Donald Smith und George Stephen die Gesellschaften Minneapolis, Sault Ste. Marie and Atlantic Railroad, Minneapolis and St.Croix Railroad, Minneapolis and Pacific Railroad und Aberdeen, Bismarck and Northwestern Railway. Am 11. Juni 1888 wurde sie zur Minneapolis, St. Paul and Sault Ste. Marie Railway fusioniert. Bereits ab Beginn wurde sie als „Soo Line“, nach der Aussprache von Sault, bezeichnet. 1890 stieg die Canadian Pacific offiziell ein und erwarb letztendlich einen Aktienanteil von rund 56 %.
Zur Erweiterung des Streckennetzes und um das Eindringen von Konkurrenzunternehmen zu verhindern wurden 1888 die Aberdeen, Bismarck and Northwestern Railroad, 1900 die Rice Lake, Dallas and Menomonie Railroad und 1904 die Bismarck, Washburn and Great Falls Railroad erworben. 1891 wurde die Bahnstrecke nach Portal (North Dakota) fertiggestellt und 1902 Bismarck (North Dakota) erreicht. 1903 wurde die Strecke nach Noyes und weiter bis Winnipeg erbaut und damit eine weitere Verbindung mit der CP geschaffen.
Zum 1. April 1909 erwarb die Gesellschaft 51 % der Wisconsin Central Railway und pachtete die WC für 99 Jahre. Seitdem wurde die WC als „Chicago Division“ betrieben. 1909/1910 wurde die Cuyuna Iron Range Railway erworben. Am 30. Juni 1913 beteiligte sich die „Soo Line“ an der Belt Railway of Chicago, einer Rangier- und Umgehungsbahn im Großraum Chicago. Am 1. April 1914 nahm die Central Terminal Railway in Chicago den Betrieb auf. 1915 wurden die Fairmount and Veblen Railway und die Minnesota Northwestern Electric Railway erworben. Am 1. August 1921 wurde die Wisconsin and Northern Railroad übernommen. Neben den verschiedenen Erwerbungen wurde auch das bisherige Bahnnetz weiter ausgebaut. Ende 1922 verfügte die Bahngesellschaft über rund 7050 km Bahnstrecken (einschließlich Streckennutzungsrechten).
Die Great Depression sowie mehrere Missernten auf Grund mehrjähriger Dürre führten dazu, dass am 31. Dezember 1937 Konkurs angemeldet werden musste. Im Rahmen einer Reorganisation entstand am 1. September 1944 die Minneapolis, St. Paul and Sault Ste. Marie Railroad. 1938 wurde die erste Diesellokomotive erworben. Die Umstellung auf Dieseltraktion war am 16. Februar 1955 abgeschlossen. Die Gesellschaft war damit die erste große Eisenbahn westlich von Chicago die die Umstellung abgeschlossen hatte. Ab 1950 wurde der Markenname „Soo Line Railroad“ offiziell eingeführt. Im Rahmen der Reorganisation ihrer Beteiligungen in den Vereinigten Staaten verschmolz die Canadian Pacific die Gesellschaft 1961 mit der Wisconsin Central Railroad (gemeinsames Eigentum CP&MStP&SSM) und der Duluth, South Shore and Atlantic Railroad (Eigentum der CP) zur Soo Line Railroad.

## Personenverkehr
Die Bahngesellschaft war hauptsächlich im Güterverkehr aktiv und hatte nur wenige Fernzüge im Angebot.
Der Laker war ein Nachtreisezug zwischen Chicago und Duluth-Superior. Kurswagen fuhren nach Minneapolis-St. Paul. Der Zug wurde 1965 eingestellt.
Der Winnipeger war ein Nachtreisezug zwischen Minneapolis-St. Paul und Winnipeg. Dieser Zug fuhr bis 1967.
Als Soo-Pacific bzw. The Mountaineer wurde im Sommer eine Schlafwagen-Verbindung von Chicago, bzw. später ab Minneapolis-St. Paul nach Vancouver angeboten. Dieses Angebot wurde 1960 eingestellt. Der Soo-Dominion bot in der übrigen Zeit eine Verbindung bis nach Saskatchewan an, wo ein Übergang zum CP-Zug The Dominion bestand. Dieser Zug wurde 1963 eingestellt.
Die Zugverbindung zwischen Minneapolis-St. Paul und Sault Ste. Marie bis 1959 angeboten.

## Streckennetz
Die Hauptstrecke der Minneapolis, St. Paul and Sault Ste. Marie Railroad verband die namensgebenden Städte miteinander. Von Minneapolis führte die Strecke weiter nach Portal an der amerikanisch-kanadischen Grenze. Eine weitere Strecke nach Kanada führte von Glenwood nach Noyes und von dort weiter nach Winnipeg.
Nebenstrecken banden Bismarck, Whitetail und den nördlichen Teil von North Dakota ans Schienennetz an. Die Erzstadt Duluth wurde über mehrere Strecken ins Netz eingebunden.
Mit dem Erwerb der Wisconsin Central Railway wurde die Verbindung von St. Paul nach Manitowoc und nach Chicago geschaffen.

## Unternehmenssitz
Das Unternehmen hatte seinen Sitz in Minneapolis. 1915 wurde das Hochhaus an der Ecke Marquette Avenue South/South 5 Street bezogen. Das Gebäude erhielt die Bezeichnung First National Bank-Soo Line Building.

## Präsidenten
- 11. Juni 1888–17. September 1889: William D. Washburn
- 17. September 1889–4. Juni 1890: Thomas Lowry
- 4. Juni 1890–22. Juli 1891: Frederick Norton Finney
- 22. Juli 1891–4. Februar 1909: Thomas Lowry
- 11. März 1909–16. Mai 1922: Edmund Pennington (danach Chairman of the Board bis 1926)
- 16. Mai 1922–3. November 1923: George Ray Huntington
- 1. Januar 1924–1. September 1937: Clive Talbot Jaffray (danach Chairman of the Board vom 2. September 1937 bis 30. August 1944)
- 1. September 1937–31. Dezember 1937: George W. Webster[1]
- 31. Dezember 1937–30. August 1944: Insolvenzverwalter George W. Webster und Joseph Chapman (Präsident Citizens Utilities Company)
- 1. September 1944–31. Dezember 1949: Horace C. Grout (ab Mai 1944 Chief Executive Officer)
- 1. Januar 1950–31. Dezember 1960: G. Allan MacNamara